# فهرست بازی‌های ویدئویی دارای رده‌بندی سنی فقط بزرگسالان

نشان رده‌بندی «فقط بزرگسالان»

ای‌اس‌آربی (ESRB)، هیئت رده‌بندی سنی محتوای بازی‌های ویدئویی در آمریکای شمالی، رده‌بندی «فقط بزرگسالان» (AO) را برای ۲۶ بازی ویدئویی منتشر شده صادر کرده‌است. AO بالاترین رده‌بندی سنی در سیستم ای‌اس‌آربی است و نشان می‌دهد که محتوای بازی فقط برای بازیکنان بالای ۱۸ سال مناسب است.

## بازی‌های منتشر شده با رده‌بندی AO
| انتشار | عنوان انگلیسی                                            | پلتفرم                                  | ناشر                             | دلیل مفسران ESRB                                                                  | یادداشت |
| ------ | -------------------------------------------------------- | --------------------------------------- | -------------------------------- | --------------------------------------------------------------------------------- | --- |
| ۱۹۹۳   | The Joy of Sex                                           | سی‌دی-آی                                 | فیلیپس مدیا                      | محتوای جنسی صریح                                                                  | |
| ۱۹۹۵   | Crystal Fantasy                                          | سیستم‌عامل‌های مکینتاش، مایکروسافت ویندوز |                                  | محتوای جنسی صریح                                                                  | |
| ۱۹۹۶   | Cyber Photographer                                       | سیستم‌عامل‌های مکینتاش، مایکروسافت ویندوز |                                  | محتوای جنسی صریح                                                                  | |
| ۱۹۹۷   | All Nude Cyber                                           | سیستم‌عامل‌های مکینتاش، مایکروسافت ویندوز |                                  | محتوای جنسی صریح                                                                  | |
| ۱۹۹۷   | All Nude Glamour                                         | سیستم‌عامل‌های مکینتاش، مایکروسافت ویندوز |                                  | محتوای جنسی صریح                                                                  | |
| ۱۹۹۷   | Riana Rouge                                              | سیستم‌عامل‌های مکینتاش، مایکروسافت ویندوز |                                  | خون و خونریزی، محتوای خشونت‌آمیز و دلخراش، محتوای جنسی صریح                        | |
| ۱۹۹۸   | All Nude Nikki                                           | سیستم‌عامل‌های مکینتاش، مایکروسافت ویندوز |                                  | محتوای جنسی صریح                                                                  | |
| ۱۹۹۸   | Erotic Heat Vol. 4: Body Language                        | دی‌وی‌دی                                  |                                  | محتوای جنسی صریح                                                                  | |
| ۱۹۹۸   | Wet: The Sexy Empire                                     | مایکروسافت ویندوز                       |                                  | محتوای جنسی صریح                                                                  | |
| ۲۰۰۰   | Playboy Screensaver: The Women of Playboy                | سیستم‌عامل‌های مکینتاش                    |                                  | موضوعات جنسی بزرگسالان                                                            | |
| ۲۰۰۰   | Sexy Games                                               | تلفن همراه                              |                                  | موضوعات جنسی، برهنگی جزئی                                                         | |
| ۲۰۰۰   | Singles                                                  | مایکروسافت ویندوز                       |                                  | محتوای جنسی صریح، برهنگی                                                          | |
| ۲۰۰۱   | Snow Drop                                                | مایکروسافت ویندوز                       |                                  | محتوای جنسی صریح                                                                  | |
| ۲۰۰۱   | Tokimeki Check-in!                                       | مایکروسافت ویندوز                       |                                  | محتوای جنسی صریح                                                                  | |
| ۲۰۰۱   | Water Closet: The Forbidden Chamber                      | مایکروسافت ویندوز                       |                                  | محتوای جنسی صریح                                                                  | |
| ۲۰۰۱   | X-Change                                                 | مایکروسافت ویندوز                       |                                  | محتوای جنسی صریح                                                                  | |
| ۲۰۰۲   | Critical Point                                           | مایکروسافت ویندوز                       | محتوای جنسی صریح، خشونت          |                                                                                   | |
| ۲۰۰۳   | Peak Entertainment Casinos                               | بازی آنلاین، مایکروسافت ویندوز          |                                  | قمار                                                                              | تنها بازی دارای رده بزرگسالان است که به دلایل غیرمرتبط با خشونت یا محتوای جنسی این رتبه را دریافت کرده‌است. |
| ۲۰۰۴   | Leisure Suit Larry: Magna Cum Laude Uncut and Uncensored | مایکروسافت ویندوز                       | ویوندی گیمز                      | شوخی‌های بزرگسالان، برهنگی، زبان تند و زشت، محتوای جنسی صریح، استفاده از الکل      | |
| ۲۰۰۵   | Lula 3D                                                  | مایکروسافت ویندوز                       |                                  | خون و خونریزی، برهنگی، زبان تند و زشت، محتوای جنسی صریح، خشونت                    | |
| ۲۰۰۶   | Playboy: The Mansion: Private Party                      | مایکروسافت ویندوز                       |                                  | برهنگی، محتوای جنسی صریح                                                          | |
| ۲۰۰۹   | Manhunt 2 (uncut version)                                | مایکروسافت ویندوز                       | راک‌استار گیمز، تیک-تو اینتراکتیو | خون و خونریزی، خشونت شدید، زبان تند و زشت، محتوای جنسی صریح، استفاده از مواد مخدر | [ ۳۳ ] [ ۳۴ ]                                                                                              |
| ۲۰۱۴   | Ef: A Fairy Tale of the Two                              | مایکروسافت ویندوز                       |                                  | خون و خونریزی، برهنگی، خشونت جنسی، زبان تند و زشت، محتوای جنسی صریح               | [ ۳۷ ] |
| ۲۰۱۵   | eden* PLUS+MOSAIC                                        | مایکروسافت ویندوز                       |                                  | برهنگی، زبان تند و زشت، محتوای جنسی صریح                                          | [ ۳۹ ] |
| ۲۰۱۵   | Hatred                                                   | مایکروسافت ویندوز                       |                                  | خون و خونریزی، خشونت شدید، زبان تند و زشت                                         | [ ۴۰ ] [ ۴۱ ] [ ۴۲ ]                                                                                       |
| ۲۰۱۵   | Seduce Me                                                | سیستم‌عامل‌های مکینتاش، مایکروسافت ویندوز |                                  | محتوای جنسی، برهنگی، زبان تند و زشت، استفاده از مواد مخدر                         | [ ۴۴ ] [ ۴۵ ]                                                                                              |

## بازی‌هایی که رتبه‌بندی شدند، اما با رتبه AO منتشر نشدند
| انتشار | عنوان                        | پلتفرم                                                      | ناشر                             | دلیل مفسران ESRB                                                                       | یادداشت                            |
| ------ | ---------------------------- | ----------------------------------------------------------- | -------------------------------- | -------------------------------------------------------------------------------------- | ---------------------------------- |
| ۱۹۹۸   | هیجان کشتن                   | پلی‌استیشن (کنسول)                                           | ویرجین اینتراکتیو                | خون و خونریزی، خشونت                                                                   | [ ۴۷ ]                             |
| ۲۰۰۴   | اتومبیل‌دزدی بزرگ: سن آندریاس | مایکروسافت ویندوز، پلی‌استیشن ۲, ایکس‌باکس (کنسول)            | راک‌استار گیمز، تیک-تو اینتراکتیو |                                                                                        | قهوه داغ                           |
| ۲۰۰۴   | تنبیه‌کننده                   | مایکروسافت ویندوز، پلی‌استیشن ۲, ایکس‌باکس (کنسول)            | تی‌اچ‌کیو                          | خون و خونریزی، مواد مخدر، خشونت زیاد، زبان تند و زشت                                   | [ ۵۰ ]                             |
| ۲۰۰۵   | فارنهایت                     | مایکروسافت ویندوز، پلی‌استیشن ۲, ایکس‌باکس (کنسول)            | آتاری                            | خون، برهنگی، زبان تند و زشت، محتوای جنسی صریح، استفاده از مواد مخدر و الکل، خشونت      | [ ۵۲ ] [ ۵۱ ] [ ۵۳ ] [ ۵۴ ] [ ۵۵ ] |
| ۲۰۰۷   | شکارچی انسان ۲               | پلی‌استیشن ۲, پلی‌استیشن همراه، وی                            | راک‌استار گیمز، تیک-تو اینتراکتیو | خون و خونریزی شدید، خشونت شدید، زبان تند و زشت، محتوای جنسی صریح، استفاده از مواد مخدر | [ ۵۶ ] [ ۵۷ ] [ ۵۶ ] [ ۵۸ ]        |
| ۲۰۱۷   | اوت‌لست ۲                     | مایکروسافت ویندوز، پلی‌استیشن ۴, ایکس‌باکس وان، نینتندو سوئیچ | رد بارلز                         | خون و خونریزی، خشونت زیاد، برهنگی، زبان تند و زشت، محتوای جنسی صریح                    | [ ۵۹ ] [ ۵۹ ] [ ۶۰ ]               |
| ۲۰۱۸   | عذاب                         | مایکروسافت ویندوز، پلی‌استیشن ۴, ایکس‌باکس وان، نینتندو سوئیچ |                                  | خون و خونریزی، خشونت زیاد، برهنگی، زبان تند و زشت، محتوای جنسی صریح                    | [ ۶۱ ] [ ۶۲ ] [ ۶۳ ] [ ۶۳ ]        |